# Индо-ирански езици
Индоиранските езици образуват най-източната група от съвременните индоевропейски езици и са разпространени основно в Централна и Южна Азия, вкл. Индийския субконтинент. Някои от тях са най-ранните писмено засвидетелствани езици от индоевропейски произход.
Подгрупи:
- Дардски езици

- Индоарийски езици

- Ирански езици

- Нуристански езици